# Axel Ljung
Harald Axel Fredrik Ljung (31. marts 1884 – 5. februar 1938) var en svensk gymnast som deltog i OL 1908 i London.
Ljung blev olympisk mester i gymnastik under OL 1908 i London. Han var med på det svenske hold som vandt holdkonkurrencen i multikamp.